# Хедерслебен (Мансфельд)
Хедерслебен (нем. Hedersleben) — община в Германии, в земле Саксония-Анхальт.
Входит в состав района Мансфельд. Подчиняется управлению Лутерштадт Айслебен. Население составляет 990 человек (на 31 декабря 2006 года). Занимает площадь 2,05 км².